# Archaeomangus ulanhureensis
Archaeomangus ulanhureensis és una espècie extinta de mamífer didimocònide de la família dels didimocònids que visqué a l'Àsia oriental durant l'Oligocè inferior, fa entre 27,3 i 33,9 milions d'anys. Se n'han trobat restes fòssils a la formació de Hsanda Gol (Mongòlia). Era un didimocònid gros. Es diferencia de la resta de membres de la seva família per la mida reduïda del metacònid de la quarta dent premolar inferior (p4). El nom genèric Archaeomangus és una combinació de l'ètim grec arkhaios, que significa ‘antic’, i la paraula mongola mangus, que vol dir ‘monstre’, mentre que el nom específic ulanhureensis significa ‘d'Ulan-Khureh’, en referència a la localitat tipus.